# Peter Flache (Eishockeyspieler)
Peter Flache (* 4. März 1982 in York, Ontario) ist ein kanadisch-deutscher Eishockey-Trainer und ehemaliger -Spieler, der seit November 2024 Trainer der Eisbären Regensburg in der DEL2 ist.

## Karriere
Der 1,96 m große Center spielte für die Guelph Storm in der kanadischen Juniorenliga Ontario Hockey League, als er beim NHL Entry Draft 2000 als 262. in der neunten Runde von den Chicago Blackhawks ausgewählt wurde. Allerdings absolvierte der Linksschütze niemals ein NHL-Spiel für die Blackhawks und wechselte nach zwei weiteren OHL-Stationen zu den Greenville Grrrowl in die unterklassige East Coast Hockey League. Weitere Arbeitgeber Flaches der Minor League wurden in den Folgejahren die Toledo Storm, die Gwinnett Gladiators sowie die Dayton Bombers, außerdem spielte der Stürmer 2006 eine Saison lang für das Team der St. Francis Xavier University im Spielbetrieb des kanadischen Collegesportverbands CIS.
Während der Saison 2007/08 wechselte Flache von den Dayton Bombers zu den Eisbären Regensburg in die 2. Eishockey-Bundesliga. Aufgrund der dort gezeigten Leistungen erhielt der Kanadier vor Beginn der DEL-Spielzeit 2008/09 einen Probevertrag bei den Adler Mannheim, der nach zwölf Einsätzen in der höchsten deutschen Profiliga bis zum Saisonende verlängert wurde. Nach der Saison wechselte der Center zum Ligakonkurrenten Straubing Tigers, wo er zunächst ebenfalls einen Try-Out-Vertrag erhielt.
Im August 2009 gaben die Straubing Tigers bekannt, dass Flache mit einem Vertrag für die Saison 2009/10 ausgestattet wird. Der Center spielte eine Saison in Straubing, noch während der Spielzeit gab der Verein im Februar 2010 bekannt, dass der Vertrag in beiderseitigem Einvernehmen mit sofortiger Wirkung aufgelöst wurde. Der Deutsch-Kanadier kehrte nach Nordamerika zurück, um in der IHL bei den Port Huron Icehawks zu spielen. Dort verblieb er bis zum Ende der Saison 2009/10, ehe er zu den Augsburger Panthern in die Deutsche Eishockey Liga wechselte. 2013 kehrte Flache zu seinem ehemaligen Verein, den Straubing Tigers zurück, wo sein Vertrag im November 2014 ohne Angabe von Gründen aufgelöst wurde. Mitte Dezember 2014 erhielt der Linksschütze einen Kontrakt beim EC Kassel Huskies aus der DEL2.
Im Mai 2015 kehrte Flache zu den Eisbären Regensburg zurück, bei denen er 2022 seine Karriere beendete. Er arbeitete anschließend zunächst als Nachwuchstrainer in Regensburg, später auch als sportlicher Leiter. Im November 2024 übernahm er die Profimannschaft interimsweise auch als Trainer, nach sich der Verein im Abstiegskampf der Saison 2024/25 von Ville Hämäläinen getrennt hatte. Vier Wochen später wurde bekannt gegeben, dass Flache die Eisbären Regensburg dauerhaft als Cheftrainer betreuen wird. Mit den Oberpfälzern schaffte er in den Playdowns anschließend den Klassenerhalt.
Flaches Zwillingsbruder Paul war ebenfalls professioneller Eishockeyspieler und zuletzt als -trainer im kanadischen Juniorenbereich tätig.

## Karrierestatistik
(Legende zur Spielerstatistik: Sp oder GP = absolvierte Spiele; T oder G = erzielte Tore; V oder A = erzielte Assists; Pkt oder Pts = erzielte Scorerpunkte; SM oder PIM = erhaltene Strafminuten; +/− = Plus/Minus-Bilanz; PP = erzielte Überzahltore; SH = erzielte Unterzahltore; GW = erzielte Siegtore; 1 Play-downs/Relegation; Kursiv: Statistik nicht vollständig)